# Margarida Marques
Pour les articles homonymes, voir Marques (homonymie).
Maria Margarida Ferreira Marques, née le 2 mars 1954 à Bombarral, est une femme politique portugaise.
Membre du Parti socialiste, elle siège à l'Assemblée de la République de 1983 à 1985 et de 2015 à 2019, puis au Parlement européen de 2019 à 2024.
Elle est secrétaire d'État aux Affaires européennes du gouvernement Costa I de 2015 à 2017.